# Vietnam na Letních olympijských hrách 1992
Vietnam se účastnil Letní olympiády 1992 ve španělské Barceloně ve třech sportech a zastupovalo jej 7 sportovců (2 muži a 5 žen). Byla to třetí účast Vietnamu na LOH. Vietnam nezískal žádnou medaili.

## Seznam všech zúčastněných sportovců
| Číslo | Jméno                | Pohlaví | Věk | Sport             |
| ----- | -------------------- | ------- | --- | ----------------- |
| 1     | Lưu Văn Hùng         | Muž     | 25  | Atletika          |
| 2     | Nguyễn Thị Thu Hằng  | Žena    | 23  | Atletika          |
| 3     | Trương Hoàng Mỹ Linh | Žena    | 23  | Atletika          |
| 4     | Đặng Thị Tèo         | Žena    | 24  | Atletika          |
| 5     | Nguyễn Kiều Oanh     | Žena    | 23  | Plavání           |
| 6     | Nguyễn Thị Phương    | Žena    | 15  | Plavání           |
| 7     | Nguyễn Quốc Cường    | Muž     | 42  | Sportovní střelba |